# Iophon laminale
Iophon laminale är en svampdjursart som beskrevs av Ridley och Arthur Dendy 1886. Iophon laminale ingår i släktet Iophon och familjen Acarnidae.
Artens utbredningsområde är havet kring Heard- och McDonaldöarna. Inga underarter finns listade i Catalogue of Life.